# 南洋商报
《南洋商报》（英語：Nanyang Siang Pau）是由新加坡商人陈嘉庚于1923年9月6日在新加坡独资创刊，是继光华日报后，馬來西亞歷史最悠久的华文報紙，内容以财经资讯为主。

## 簡史
陈嘉庚创立《南洋商报》的意图一方面是为自己的商业开辟宣传渠道，另一方面是为华人商业服务，推动教育事业。在《本报开幕之宣言》（实业与教育孩子关系）陈嘉庚认为没有近代的商业经营和管理的学识，教育就无从办得好，没有良好的教育设施，国家就谈不上兴旺，这既是定名为《南洋商报》的意义。但出版一個多月後突然停刊三個月，这是因为报纸关于中国政局的议论文章激怒了英国当局，当局认为报纸违背了中立的原则。
因1931年中國發生九一八事變，日本入侵東三省，激發《南洋商報》于1932年將午報改成早報，以第一時間向讀者反映中國戰事。翌年，即1933年8月，《南洋商報》進行改組，脫離陳嘉庚有限公司，由李光前、林慶年及李玉榮等人承辦，注冊為有限公司。《南洋商報》轉而成為集團報業，內容也告豐富。除側重中國新聞外，也有本地新聞，更有多姿多采的副刊。 1937年盧溝橋事變後，《南洋商報》成了中國抗日戰爭的強大文化陣地。
在這種情形下，《南洋商報》的立場已轉成明顯的抗日，且於1940年從中國聘請左派著名報人胡愈之前來主持筆政。根據後來揭開的史料得知，胡愈之是被派來新加坡，成為《南洋商報》的編輯主任。他提出了一個明顯的立場：“團結一致，共禦外侮”。而在這個大前提下，胡愈之說“商報”是採取無黨無派的立場，所謂無黨無派，不是反對任何黨、任何派，更不是要消滅任何黨，任何派，而是要使各黨各派無黨派一致團結起來，為抗日救國進行抗爭。所以無黨無派的立場，就是團結的立場，就是統一戰爭的立場。
雖然陳嘉庚在當時已與《南洋商報》未有直接的關係，但胡愈之通過商報大力支持陳嘉庚的鬥爭事業，直到1942年日本南侵暫時被停刊。1945年9月6日太平洋战争结束后复刊。
1971年新加坡政府向报业展开的“黑色行动”（Black Operation），逮捕了《南洋商报》总经理李茂成、总编辑仝道章、主笔李星可、公众关系经理郭隆生；当时的新加坡政府谴责《南洋商报》立场亲共，报道中国共产党的消息时往往报喜不报忧，损害新加坡利益。

## 历任总编辑
社长：
- 1940年-1942年胡愈之。

编辑：
南洋商报历任编辑部负责人（二战前称编辑主任，后改称为总编辑）
1. 方怀南（1923年筹办至1923年28日被令停刊）
2. 杨冶襄（1924年2月复刊至1924年4月）
3. 林独步（1924年4月至1927年3月）
4. 沈资民（1927年4月至同年6月）
5. 张相时（1927年6月至1928年11月）
6. 汪颂鲁（1928年11月至1930年5月）
7. 曾圣提（1930年5月至1931年5月）
8. 蓝碧公（1932年7月至同年10月）
9. 邱国材（1932年11月至1937年6月）
10. 傅玩闷（1937年7月至1940年12月）
11. 胡愈之（1941年1月至1942年2月）（2月15日新加坡沦陷，南洋商报停刊）
12. 王仲广（1945年9月8日复刊）
13. 曾心影（1945年至1956年）
14. 李微尘（1957年至1960年）
15. 施祖贤（1960年至1969年）
16. 连士升（1969年至1970年）
17. 仝道章（1970年1月至1971年4月）（后在新加坡内安法令下被捕）
18. 冯列山（1971年4月至1972年5月）
19. 陈振夏（1972年5月至1977年12月）
20. 锺文苓（1978年2月至1980年2月）
21. 莫理光（1980年至1983年）

1962年8月起，南洋商报马来亚版在吉隆坡编印，1965年新加坡从马来西亚独立，《南洋商报》亦一分为二。1983年3月15日，新加坡南洋商报与星洲日报合并为联合早报）
马来西亚南洋商报编辑部负责人：
1. 石光华（1962年至1969年）
2. 陈森才（1969年至1970年）
3. 朱自存（1970年至1985年）
4. 张木钦（1985年至1991年）
5. 冯时能（1992年至1994年）
6. 李树藩（1994年至1998年）
7. 王金河（1998年至2001年）
8. 洪松坚（2001年至2003年）
9. 锺启章（2004年-2007年）
10. 锺天祥 (2007年-2009年)
11. 庄宗南 (2009年-2015年)
12. 陈汉光 (2015年-2022年)
13. 罗依薇 (2022年7月-

## 历史
- 1923年9月6日创刊于英属新加坡。23天后，英殖民地政府以“涉及党派政治”为理由，下令停刊。翌年2月1日获准重新出版。
- 1941年12月8日太平洋战争爆发，南洋商报停刊3年7个月；1945年9月8日复刊。
- 1948年5月，《南洋商报丛书》面世，开中国大陆以外华文报出丛书的先河。至1963年9月，共出版150多种丛书。
- 1950年10月16日出版《南方晚报》，1963年6月1日改称《南洋晚报》，同年12月25日停刊。
- 1958年7月23日成立南洋报业控股有限公司。
- 1969年为适应政治情况的改变，分别出版马来西亚版和新加坡版的《南洋商报》。
- 1972年10月15日，首开先河采用简体中文。
- 1975年马新南洋商报正式分家，改组后的马来西亚南洋商报经由馬來西亞公民所控制，而成为本地化的报章。
- 1979年6月14日，《南洋商报》编排方式大改革，将传统华文报的直排改为横排，與中國的報業形式相似體。
- 1983年3月16日，新加坡《南洋商报》和《星洲日报》合并成为《联合早报》和《联合晚报》，新加坡中文报业从此成为“一言堂”。
- 1989年4月17日上市，成为马来西亚第一家在吉隆坡股票交易所挂牌的华文报。
- 1993年1月，南洋报社收购《中国报》和生活出版社有限公司的全部股权，有6份报刊。《南洋商报》稱读者人数1百50万人，占马来西亚华文报刊读者总人数的60％，成为馬來西亞最大的华文出版集团。
- 1996年11月，《南洋商报》進入互联網领域，在網路上开办網站。
- 1997年10月4日推出新网址，成为馬來西亞第一家在网上提供现时新闻（Real Time News）的报纸。
- 2000年6月，成立南洋线上有限公司。
- 2001年5月28日， 馬華公會[錨點失效]所擁有的华仁（HUAREN）管理私人有限公司――华仁控股，从丰隆集团手中收购南洋报业控股，献议以72.35％股权收购南洋商报，交易成交价为现金2亿3千12万4千961零吉，或每股5.50零吉成功收购。该收购也被大马报业界称为「528报变」。华仁成功控制馬來西亞两大中文报――《南洋商报》、《中国报》，标志着在馬來西亞原本相对独立的中文报章， 开始被执政政党介入，引起华团和一百名评论作者响应「反收购运动」和「罢写运动」。《星洲日报》、《光明日报》另两大报的拥有人更从华仁控股手中购得部分股权，之后的高层调动更显示星洲报业集团开始干预南洋、中国两报的业务，馬來西亞四大家中文报从此被单一商业集团垄断。
- 2006年10月6日，拥有83年历史的《南洋商报》宣佈改版，以新面貌面对读者和市场。改版后的《南洋商报》以电脑字取代原本由著名书法家，南洋大学祕书长潘受书写的报头。许多《南洋商报》老读者无可奈何接受了这场改变，但是，新的报头也抹除了人们的历史记忆。[4]
- 2006年10月17日，星洲媒体执行主席丹斯里张晓卿买下南洋报业20.02%股权，直接或间接控制44.76%股权，崛起成为南洋报业最大股东。事后遭到部分人反对，认为马来西亚华文报业遭到张晓卿垄断（旗下大马报业包括《星洲日报》，《南洋商报》，《光明日报》与《中国报》）。《东方日报》东主启德行集团董事长刘瑞源在11月6日向张晓卿献意收购南洋报业股权，并承诺将把有关的股权分割给华社。这项新闻却得到《南洋商报》高层职员不断的炮轰。《南洋商报》副总编辑何财福在“互动部落格”质疑刘瑞源的收购诚意、《南洋商报》助理新闻编辑邓丽华今日也在“互动部落格”指责刘瑞源献购南洋是一场荒谬、没有诚意的闹剧，并且怀疑有关献购目的是为了“带入个人仇恨、摧毁南洋”。
- 2010年9月23日 ，马华公会宣布脱售该党所拥有的世华媒体集团股份，并于8月已脱售最后的3.60%世华媒体股份，完全退出对世华媒体集团与《南洋商报》的控制。吉隆坡暨雪兰莪中华大会堂陈友信发表文告指出，这证明了马华当年收购《南洋报业》是个错误的决定。同时因为《南洋商报》被马华收购而被华社唾弃，造成销量一落千丈，即使马华完全脱售后，也无法挽回《南洋商报》的颓势，因此当年支持收购的马华领袖都欠《南洋商报》全体同仁一个公道，而马华收购华文报业以失败的结局收场，可以成为所有政党的借镜，并引以为鉴。
- 2017年12月19日，创刊于1985年，主要为推广马华文艺的〈南洋文艺〉今日起停刊。[5]

## 争议

### 封杀新闻
作为世华媒体集团属下报业的一部分，《南洋商报》曾多次跟随《星洲日报》杯葛和封杀新闻内容引起民间诟病。

### “塞尔维亚总统”变“波斯尼亚总统”
1993年8月9日，《南洋商报》封面版新闻“首相要掴波总统耳光”，报导内容是时任马来西亚首相马哈迪·莫哈末接受亚洲周刊专访时，把“波斯尼亚总统”米洛舍维奇形容为“当代希特勒”，并称想当脸掴他一个耳光。但实际上米洛舍维奇是塞尔维亚总统而不是波斯尼亚总统。隔日，《南洋商报》发布更正声明。

### 发布希盟高层儿子被捕不实消息
2020年3月14日，《南洋商报》报道一名“希盟高层领袖”的孩子，因在未申报下携带逾200万令吉入境新加坡，而在机场遭该国警方扣留。另外一个网站《今日马来西亚》则引述《南洋商报》的报道，直指被捕者就是民主行动党秘书长林冠英的儿子。不过，全国总警长阿都哈密·巴多尔在回复《当今大马》的询问时，驳斥了有关报道，直言报道“不是真的”。林冠英的律师雷尔（RSN Rayer）也同样驳斥有关报道，说“那是假的（消息）。”
3月15日，《南洋商报》刊登道歉启示，向当事人与读者致歉：“本网站昨日（14/3/2020）凌晨上载有关‘希盟高层儿子携200万入境狮城被捕’一文，查实是误判消息所致。”“文中没有具体报道政党背景及领导人身分，惟之后有网络大事炒作，攻击相关人士。”“本网站已删除该文，并对处理相关消息过程有失严谨所带来的影响，对相关人士及全体读者致歉！”